# Collegio uninominale Sicilia 2 - 04 (2020)
Il collegio elettorale uninominale Sicilia 2 - 04 è un collegio elettorale uninominale della Repubblica Italiana per l'elezione della Camera dei deputati.

## Territorio
Come previsto dalla legge n. 51 del 27 maggio 2019, il collegio è stato definito tramite decreto legislativo all'interno della circoscrizione Sicilia 2.
È formato dal territorio dell'intera provincia di Siracusa (21 comuni).
Il collegio è parte del collegio plurinominale Sicilia 2 - 03.

## Eletti
| Elezione | Elezione | Deputato              | Partito           |
| -------- | -------- | --------------------- | ----------------- |
|          | 2022     | Giovanni Luca Cannata | Fratelli d'Italia |

## Dati elettorali

### XIX legislatura
Come previsto dalla legge elettorale, 147 deputati sono eletti con sistema a maggioranza relativa in altrettanti collegi uninominali a turno unico.
| Candidati                                 | Candidati                       | Voti    | %     | Liste                          | Voti    | %     |
| ----------------------------------------- | ------------------------------- | ------- | ----- | ------------------------------ | ------- | ----- |
|                                           | Giovanni Luca Cannata ✔️ Eletto | 59 796  | 39,31 | Fratelli d'Italia              | 32 468  | 21,34 |
| Forza Italia                              | Giovanni Luca Cannata ✔️ Eletto | 59 796  | 39,31 | 15 387                         | 10,11   |       |
| Lega per Salvini Premier                  | Giovanni Luca Cannata ✔️ Eletto | 59 796  | 39,31 | 8 001                          | 5,26    |       |
| Noi moderati/Lupi - Toti - Brugnaro - UDC | Giovanni Luca Cannata ✔️ Eletto | 59 796  | 39,31 | 2 865                          | 1,88    |       |
|                                           | Maria Concetta Di Pietro        | 50 991  | 33,52 | Movimento 5 Stelle             | 50 991  | 33,52 |
|                                           | Lucia Azzolina                  | 26 943  | 17,71 | Partito Democratico-IDP        | 19 363  | 12,73 |
| Alleanza Verdi e Sinistra                 | Lucia Azzolina                  | 26 943  | 17,71 | 2 695                          | 1,77    |       |
| +Europa                                   | Lucia Azzolina                  | 26 943  | 17,71 | 2 197                          | 1,44    |       |
| Impegno Civico - Centro Democratico       | Lucia Azzolina                  | 26 943  | 17,71 | 1 811                          | 1,19    |       |
|                                           | Concetta Carbone                | 8 116   | 5,34  | Azione - Italia Viva - Calenda | 8 116   | 5,34  |
|                                           | Giovanni Calleri                | 3 026   | 1,99  | Italexit                       | 3 026   | 1,99  |
|                                           | Lucia Armenia                   | 1 822   | 1,20  | Italia Sovrana e Popolare      | 1 822   | 1,20  |
|                                           | Nicola Candido                  | 1 431   | 0,94  | Unione Popolare                | 1 431   | 0,94  |
| Totale                                    | Totale                          | 152 125 | 100   |                                | 152 125 | 100   |
| Elettori                                  | Elettori                        | 316 165 |       |                                |         |       |